# Матчи женской сборной России по волейболу 2019
В 2019 году женская сборная России по волейболу приняла участие в четырёх официальных турнирах, проводимых под эгидой ФИВБ и ЕКВ.

## Турниры и матчи

### Лига наций
| 21 мая. Бразилиа (Бразилия). Россия — Доминиканская Республика 3:1 (20:25, 25:13, 25:13, 25:22). Предварительный этап. 1-й тур. Группа 3 |
| --- |

Россия: Е.Ефимова (6 очков), Романова, Курило (22), Зайцева (9), Халецкая (15), Юринская (16), Пилипенко — либеро, Курносова — либеро. Выход на замену: Матвеева (1), Лазаренко.

Доминиканская Республика: Марте, Ариас, Ривера, де ла Крус, Б.Мартинес, Дж.Мартинес, Л.Мартинес — либеро. Выход на замену: Перес, Гонсалес, Пенья.
| 22 мая. Бразилиа (Бразилия). Россия — Китай 3:1 (25:22, 16:25, 25:16, 25:23). Предварительный этап. 1-й тур. Группа 3 |
| --- |

Россия: Е.Ефимова (14), Романова (8), Курило (17), Зайцева, Халецкая (14), Юринская (17), Пилипенко — либеро, Курносова — либеро. Выход на замену: Матвеева (2), Руссу, Воробьёва, Лазаренко (5), Кузнецова (2).

Китай: Дяо Линьюй, Ян Ханьюй, Ван Юаньюань, Цзэн Чуньлэй, Лю Яньхань, Ду Цинцин, Линь Ли — либеро. Выход на замену: Дуань Фан, Ху Минъюань, Ни Фэйфань, Сунь Янь.
| 23 мая. Бразилиа (Бразилия). Россия — Бразилия 0:3 (15:25, 17:25, 14:25). Предварительный этап. 1-й тур. Группа 3 |
| --- |

Россия: Лазаренко (4), Е.Ефимова (6), Романова (3), Курило (12), Халецкая (3), Юринская (1), Пилипенко — либеро, Курносова — либеро. Выход на замену: Матвеева, Кузнецова (8), Воробьёва.

Бразилия: Мара, Макрис, Паула, Габи, Аманда, Ана Беатрис, Лея — либеро, Наталия — либеро. Выход на замену: Роберта, Лоренн, Тайнара, Лара, Маяни.
| 28 мая. Анкара (Турция). Россия — Германия 0:3 (14:25, 21:25, 20:25). Предварительный этап. 2-й тур. Группа 6 |
| --- |

Россия: Лазаренко (6), Е.Ефимова (3), Курило (14), Халецкая (12), Юринская (2), Рысева, Пилипенко— либеро, Курносова — либеро. Выход на замену: Матвеева (2), Кузнецова (2), Руссу (3).

Германия: Ханке, Поль, Липпман, Ортман, Шёльцель, Грюндинг, Дюрр — либеро. Выход на замену: Барбер.
| 29 мая. Анкара (Турция). Россия — Япония 1:3 (22:25, 25:23, 18:25, 24:26). Предварительный этап. 2-й тур. Группа 6 |
| --- |

Россия: Лазаренко (12), Е.Ефимова (11), Курило (21), Халецкая (11), Юринская (14), Матвеева (1), Пилипенко— либеро. Выход на замену: Рысева (3), Руссу, Кузнецова (1), Зайцева, Воробьёва.

Япония: Ивасака, Синнабэ, Исии, Сато, Осанаи, Акутагава, Кобата — либеро. Выход на замену: Мабэя, Миясита, Курого, Кога.
| 30 мая. Анкара (Турция). Россия — Турция 0:3 (19:25, 21:25, 20:25). Предварительный этап. 2-й тур. Группа 6 |
| --- |

Россия: Лазаренко (7), Е.Ефимова (6), Курило (10), Халецкая (10), Юринская (15), Рысева, Пилипенко— либеро. Выход на замену: Матвеева, Воробьёва.

Турция: Озбай, Эрджан, Акман, Боз, Гюнеш, Йылдырым, Акёз — либеро. Выход на замену: Баладын, Исмаилоглу.
| 4 июня. Кортрейк (Бельгия). Россия — Бельгия 0:3 (22:25, 20:25, 22:25). Предварительный этап. 3-й тур. Группа 12 |
| --- |

Россия: Е.Ефимова (7), Орлова, Романова, Парубец (9), Халецкая (8), Юринская (11), Пилипенко — либеро, Галкина — либеро. Выход на замену: Рысева, Котикова (2), Руссу, Лазаренко (5), Курило (4).

Бельгия: Херботс, ван Гестел, Гробельна, Собольска, Янссенс, ван де Вивер, Гийомс — либеро, Валкенборг — либеро. Выход на замену: ван Авермат, Страгир.
| 5 июня. Кортрейк (Бельгия). Россия — Сербия 1:3 (25:22, 18:25, 11:25, 22:25). Предварительный этап. 3-й тур. Группа 12 |
| --- |

Россия: Е.Ефимова (12), Орлова, Романова (2), Курило (12), Парубец (17), Халецкая (4), Галкина — либеро, Пилипенко — либеро. Выход на замену: Котикова (2), Юринская, Лазаренко (3), Руссу, Рысева.

Сербия: Буша, Лазович, Миркович, Белица, Алексич, Кочич, Пушич — либеро, Гочанин — либеро. Выход на замену: Анастасиевич, М.Попович, Благоевич.
| 6 июня. Кортрейк (Бельгия). Россия — Польша 2:3 (23:25, 26:24, 27:25, 20:25, 9:15). Предварительный этап. 3-й тур. Группа 12 |
| --- |

Россия: Лазаренко (5), Е.Ефимова (11), Романова (3), Курило (13), Парубец (22), Юринская (12), Пилипенко — либеро. Выход на замену: Котикова (2), Орлова (1).

Польша: Алагерская, Конколевская, Стысяк, Менджик, Смажек, Плеснерович, Стензель — либеро. Выход на замену: Рузаньская, Витковская, Грайбер, Ефименко, Новицкая.
| 11 июня. Перуджа (Италия). Россия — Южная Корея 3:1 (25:23, 15:25, 25:20, 25:17). Предварительный этап. 4-й тур. Группа 13 |
| --- |

Россия: Лазаренко (9), Орлова (9), Романова (3), Воронкова (12), Парубец (16), Юринская (13), Галкина — либеро. Выход на замену: Матвеева (1), Котикова (6), Воробьёва, Зубарева, Халецкая, Старцева.

Южная Корея: Пё Сын Чжу, Ким Хи Чжин, Ли Чжу А, Ким Ён Гун, Чжон Дэ Ён, Ли Да Ён, Ким Ён Ён — либеро. Выход на замену: Ан Хё Чжин, Кан Со Хви, Чжон Чжи Юн.
| 12 июня. Перуджа (Италия). Россия — Болгария 3:0 (25:20, 25:23, 25:16). Предварительный этап. 4-й тур. Группа 13 |
| --- |

Россия: Лазаренко (8), Орлова (4), Романова (2), Воронкова (11), Парубец (13), Юринская (16), Галкина — либеро, Пилипенко — либеро. Выход на замену: Котикова (2), Матвеева, Старцева, Халецкая, Зубарева (1).

Болгария: Г.Димитрова, Н.Димитрова, Паскова, Баракова, М.Тодорова, Чаушева, Ж.Тодорова — либеро. Выход на замену: С.Димитрова, Данчева, Бечева, Кривошийска.
| 13 июня. Перуджа (Италия). Россия — Италия 1:3 (25:22, 21:25, 15:25, 21625). Предварительный этап. 4-й тур. Группа 13 |
| --- |

Россия: Лазаренко (6), Орлова (7), Романова (3), Воронкова (9), Парубец (14), Юринская (16), Галкина — либеро, Пилипенко — либеро. Выход на замену: Котикова (4), Халецкая (2), Старцева, Матвеева, Зубарева (2), Воробьёва (1).

Италия: Сорокайте, Малинов, Кирикелла, Данези, Пьетрини, Л.Бозетти, М.Ди Дженнаро — либеро. Выход на замену: Паррокьяле, Орро, К.Бозетти.
| 18 июня. Екатеринбург (Россия). Россия — США 0:3 (23:25, 17:25, 18:25). Предварительный этап. 5-й тур. Группа 19 |
| --- |

Россия: Лазаренко (9), Орлова (2), Романова (2), Воронкова (9), Парубец (7), Юринская (9), Галкина — либеро, Пилипенко — либеро. Выход на замену: Старцева, Халецкая (1), Котикова, Зубарева.

США: Карлини, Ларсон, Дрюз, Барч-Хакли, Уошингтон, Огбогу, Робинсон — либеро. Выход на замену: Томпсон.
| 19 июня. Екатеринбург (Россия). Россия — Таиланд 1:3 (25:19, 13:25, 17:25, 22:25). Предварительный этап. 5-й тур. Группа 19 |
| --- |

Россия: Лазаренко (14), Орлова (3), Романова (1), Воронкова (14), Парубец (14), Юринская (10), Пилипенко — либеро. Выход на замену: Котикова, Халецкая (3), Воробьёва, Зубарева.

Таиланд: Тинкао, Хьяпха, Томком, Кантонг, Конгьот, Моксри, Панной — либеро, Пайрой — либеро. Выход на замену: Ситтирак, Апиньяпонг, Сритонг.
| 20 июня. Екатеринбург (Россия). Россия — Нидерланды 0:3 (12:25, 25:27, 17:25). Предварительный этап. 5-й тур. Группа 19 |
| --- |

Россия: Лазаренко (7), Старцева (2), Воронкова (12), Парубец (12), Юринская (3), Зубарева (2), Пилипенко — либеро. Выход на замену: Романова, Котикова (1), Орлова.

Нидерланды: Белиен, Балкестейн-Гротхёйс, Лохёйс, Слютьес, Бёйс, Дейкема, Книп — либеро. Выход на замену: Плак, Бонгартс, Яспер, Колхас.
Основной задачей в розыгрыше Лиги наций, как и год назад, стала проверка большой группы новичков национальной команды. Постоянная ротация состава и отсутствие целой группы ведущих игроков стала основной причиной того, что в 15 проведённых матчах было одержано только 3 победы. Итогом выступления стало лишь 14-е место среди 16 команд.  

### Межконтинентальный олимпийский отборочный турнир
| 2 августа. Калининград (Россия). Россия — Мексика 3:0 (25:13, 25:8, 26:24). Группа «Е» |
| -------------------------------------------------------------------------------------- |

Россия: Королёва (4 очка), Гончарова (12), Старцева (3), Фетисова (3), Воронкова (7), Парубец (9), Галкина — либеро, Пилипенко — либеро. Выход на замену: Романова (1), Халецкая (2), Юринская (1), Курило, Лазаренко (6), Е.Ефимова (3).

Мексика: Брисио, Санай, Ранхель, Сайнс, Валье, Уриас, Родригес — либеро. Выход на замену: Ресендис, Гутьеррес, Сегура, Гарсия, Гамес.
| 3 августа. Калининград (Россия). Россия — Канада 3:0 (25:13, 25:21, 25:22). Группа «Е» |
| -------------------------------------------------------------------------------------- |

Россия: Королёва (5), Гончарова (21), Старцева (5), Фетисова (2), Воронкова (14), Парубец (7), Галкина — либеро. Выход на замену: Халецкая, Юринская, Романова.

Канада: ван Рик, Смит, Грей, Кросс, Чейз, Маглио, Найлз — либеро. Выход на замену: Митрович, О'Рейлли, Джозеф.
| 4 августа. Калининград (Россия). Россия — Южная Корея 3:2 (21:25, 20:25, 25:22, 25:16, 15:11). Группа «Е» |
| --- |

Россия: Королёва (17), Гончарова (20), Старцева (3), Фетисова (14), Воронкова (12), Парубец (9), Галкина — либеро. Выход на замену: Халецкая, Юринская, Романова (1), Курило (1).

Южная Корея: Ким Хи Чжин, Ким Ён Гун, Ким Со Чжи, Ян Хё Чжин, Ли Чжэ Ён, Ли Хё Хи, О Чжи Ён — либеро. Выход на замену: Ха Хе Чжин, Чжон Дэ Ён, Ли На Ён, Пё Сын Чжу, Ли Со Ён.
Процесс отбора на олимпийские игры был изменён. Первоначально были проведены межконтинентальные квалификационные турниры, один из которых состоялся в Калининграде. Главным матчем турнира стал заключительный, в котором сборная России вырвала победу у команды Южной Кореи, проигрывая 0:2 по сетам и 18:22 в 3-й партии. Эта волевая победа принесла российским волейболисткам путёвку на Олимпиаду-2020.

### Чемпионат Европы
| 23 августа. Братислава (Словакия). Россия — Беларусь 3:0 (26:24, 25:16, 25:22). Предварительный этап. Группа «D» |
| --- |

Россия: Королёва (4 очка), Гончарова (17), Старцева (2), Фетисова (9), Воронкова (14), Парубец (12), Галкина — либеро, Пилипенко — либеро. Выход на замену: Халецкая, Романова (1), Лазарева (1), Е.Ефимова (2).

Беларусь: Костючик, Столяр, Калиновская, Климец, Кононович, Маркевич, Павлюковская — либеро. Выход на замену: Сокольчик, Лопато, Гарелик.
| 25 августа. Братислава (Словакия). Россия — Швейцария 3:0 (28:26, 25:19, 25:9). Предварительный этап. Группа «D» |
| --- |

Россия: Лазаренко (5), Королёва (6), Гончарова (17), Старцева, Воронкова (12), Парубец (10), Галкина — либеро, Пилипенко — либеро. Выход на замену: Халецкая, Романова (2), Курило, Е.Ефимова (5), Лазарева (1).

Швейцария: Шоттроф, Маттер, Пьерре, Шторк, Брюннер, Кюнцлер, Депрати — либеро, Энгель — либеро. Выход на замену: Васснер, Штаффельбах, Заугг, Зульзер.
| 26 августа. Братислава (Словакия). Россия — Германия 2:3 (25:18, 21:25, 23:25, 25:14, 11:15). Предварительный этап. Группа «D» |
| --- |

Россия: Е.Ефимова (8), Королёва (16), Гончарова (19), Старцева (1), Воронкова (11), Парубец (19), Галкина — либеро. Выход на замену: Курило, Романова (2), Лазарева, Лазаренко, Халецкая.

Германия: Ханке, Поль, Гертис, Липпман, Шёльцель, Вайтцель, Погани — либеро. Выход на замену: Кестнер, Древнёк, Штигрот, Ваньяк, Грюндинг.
| 28 августа. Братислава (Словакия). Россия — Испания 3:0 (25:15, 25:19, 25:22). Предварительный этап. Группа «D» |
| --- |

Россия: Е.Ефимова (4), Королёва (15), Гончарова (12), Старцева (1), Воронкова (9), Парубец (9), Галкина — либеро, Пилипенко — либеро. Выход на замену: Курило (5), Романова (1), Лазаренко.

Испания: Бербель, Корраль Боуса, Риверо, Каро Гарсия, Сегура, Эскамилья, Санчес — либеро, Льябрес — либеро. Выход на замену: Прианте, Монторо, Кастельяно, Гонсалес.
| 29 августа. Братислава (Словакия). Россия — Словакия 3:0 (25:14, 25:9, 25:12). Предварительный этап. Группа «D» |
| --- |

Россия: Е.Ефимова (3), Королёва (10), Гончарова (10), Старцева (4), Воронкова (14), Парубец (10), Галкина — либеро, Пилипенко — либеро. Выход на замену: Курило (4), Романова (1), Лазарева (2), Лазаренко.

Словакия: Косекова, Палгутова, Пенцова, Герелова, Радосова, Костеланска, Шпанкова — либеро. Выход на замену: Киякова, Овечкова, Гудецова.
| 1 сентября. Братислава (Словакия). Россия — Бельгия 3:0 (25:22, 25:15, 21:25, 25:22). 1/8-финала |
| ------------------------------------------------------------------------------------------------ |

Россия: Е.Ефимова (5), Королёва (10), Гончарова (30), Старцева, Воронкова (1), Парубец (17), Галкина — либеро. Выход на замену: Курило (7), Романова (4).

Бельгия: Херботс, ван Гестел, Гробельна, Собольска, Янссенс, ван де Вивер, Рейссхарт — либеро. Выход на замену: Страгир, Голиат, ван Авермат, Гийомс.
| 4 сентября. Лодзь (Польша). Россия — Италия 1:3 (27:25, 22:25, 25:27, 21:25). Четвертьфинал |
| ------------------------------------------------------------------------------------------- |

Россия: Е.Ефимова (8), Королёва (12), Романова (2), Гончарова (22), Воронкова (11), Парубец (9), Галкина — либеро. Выход на замену: Старцева, Халецкая, Курило (1), Лазарева.

Италия: Сорокайте, Малинов, Фолье, Кирикелла, Силла, Эгону, М.Ди Дженнаро — либеро. Выход на замену: Л.Бозетти, Орро, Паррокьяле, Фар.
Поражение в упорнейшей борьбе от сборной Италии в четвертьфинале вновь, как и два года назад, оставило команду России без медалей континентального первенства. По окончании чемпионата главный тренер сборной Вадим Панков подал в отставку с формулировкой «по состоянию здоровья».

### Кубок мира
| 14 сентября. Иокогама (Япония). Россия — Камерун 3:0 (25:14, 25:15, 25:10). |
| --------------------------------------------------------------------------- |

Россия: Е.Ефимова (3), Королёва (13), Гончарова (11), Старцева (2), Воронкова (13), Парубец (7), Галкина — либеро, Пилипенко — либеро. Выход на замену: Курило, Лазарева (4), Бровкина, Романова (1), Халецкая (2), Лазаренко.

Камерун: Фотсо Могунг, Нана Чуджанг, Мома Басоко, Бикаталь, Башорун, Амана Гиголо, Менкред Ахириниди — либеро, Насер — либеро. Выход на замену: Джакао Гамкуа, Адиана, Абдулкарим.
| 15 сентября. Иокогама (Япония). Россия — Япония 3:2 (25:11, 23:25, 25:27, 25:19, 15:7). |
| --------------------------------------------------------------------------------------- |

Россия: Е.Ефимова (5), Королёва (21), Гончарова (31), Старцева (5), Воронкова (15), Парубец (15), Галкина — либеро, Пилипенко — либеро. Выход на замену: Курило, Бровкина (1), Романова (1), Лазарева, Лазаренко.

Япония: Кога, Синнабэ, Араки, Исии,Сато, Окумура, Кобата — либеро, Ямагиси — либеро. Выход на замену: Исикава, Осанаи, Миясита.
| 16 сентября. Иокогама (Япония). Россия — Китай 0:3 (22:25, 16:25, 18:25). |
| ------------------------------------------------------------------------- |

Россия: Е.Ефимова (6), Королёва (5), Гончарова (9), Старцева (1), Воронкова (11), Парубец (5), Галкина — либеро, Пилипенко — либеро. Выход на замену: Романова (1), Лазарева (1), Курило, Халецкая (7).

Китай: Юань Синьюэ, Чжу Тин, Гун Санъюй, Чжан Чаннин, Дин Ся, Янь Ни, Ван Мэнцзе — либеро.
| 18 сентября. Иокогама (Япония). Россия — Южная Корея 3:0 (25:18, 29:27, 25:19). |
| ------------------------------------------------------------------------------- |

Россия: Е.Ефимова (4), Королёва (10), Гончарова (14), Старцева (3), Воронкова (12), Парубец (13), Галкина — либеро, Пилипенко — либеро. Выход на замену: Курило, Лазарева (1), Романова (1), Халецкая, Лазаренко (2).

Южная Корея: Ким Хи Чжин, Пак Ын Чжин, Ким Со Чжи, Пак Чжон А, Кан Со Хви, Ли Да Ён, Ким Хэ Ран — либеро, О Чжи Ён — либеро. Выход на замену: Ым Хё Сон, Ха Хё Чжин, Ли Со Ён.
| 19 сентября. Иокогама (Япония). Россия — Доминиканская Республика 3:2 (25:16, 25:23, 23:25, 23:25, 15:5). |
| --- |

Россия: Е.Ефимова (11), Королёва (10), Гончарова (26), Старцева (2), Воронкова (14), Парубец (22), Галкина — либеро, Пилипенко — либеро. Выход на замену: Романова (1), Лазарева (6), Курило, Халецкая (1), Лазаренко (2).

Доминиканская Республика: Эве Мехия, Марте, Ривера, де ла Крус, Б.Мартинес, Дж.Мартинес, Л.Мартинес — либеро. Выход на замену: Домингес, Гонсалес, Ариас, Вальдес.
| 22 сентября. Тояма (Япония). Россия — Сербия 3:1 (25:16, 20:25, 25:23, 25:16). |
| ------------------------------------------------------------------------------ |

Россия: Е.Ефимова (5), Королёва (17), Гончарова (21), Старцева (1), Воронкова (11), Парубец (18), Галкина — либеро, Пилипенко — либеро. Выход на замену: Романова, Лазарева (2), Халецкая, Лазаренко.

Сербия: Буша, М.Попович, Миркович, Белица, Алексич, Благоевич, Пушич — либеро. Выход на замену: Лазович, Савич, Лозо, Джорджевич.
| 23 сентября. Тояма (Япония). Россия — Аргентина 3:0 (25:21, 25:16, 25:21). |
| -------------------------------------------------------------------------- |

Россия: Е.Ефимова (8), Королёва (9), Гончарова (12), Старцева (2), Воронкова (6), Парубец (12), Пилипенко — либеро, Курило — либеро. Выход на замену: Романова, Лазарева (3), Халецкая (2), Лазаренко (1), Бровкина.

Аргентина: Родригес, Низетич, Фреско, Ласкано, Фарриоль, Майер, Риццо — либеро, Гонсалес — либеро. Выход на замену: Пикколо, Бенитес, Булайх, Салинас, Сория.
| 24 сентября. Тояма (Япония). Россия — Нидерланды 3:0 (26:24, 25:18, 25:20). |
| --------------------------------------------------------------------------- |

Россия: Е.Ефимова (5), Королёва (11), Гончарова (16), Старцева (1), Воронкова (13), Парубец (9), Пилипенко — либеро. Выход на замену: Романова (2), Халецкая, Лазаренко, Курило.

Нидерланды: Белиен, Балкестейн-Гротхёйс, Слютьес, Бёйс, Бонгартс, Колхас, Схот — либеро. Выход на замену: Плак, Дейкема, Яспер, Лохёйс.
| 27 сентября. Осака (Япония). Россия — США 2:3 (26:24, 22:25, 22625, 25:17, 8:15). |
| --------------------------------------------------------------------------------- |

Россия: Е.Ефимова (2), Королёва (17), Гончарова (22), Старцева, Воронкова (17), Парубец (10), Пилипенко — либеро, Галкина — либеро. Выход на замену: Халецкая, Лазарева (7), Лазаренко (4), Романова, Курило (1), Бровкина.

США: Поултер, Ларсон, Дрюз, Уошингтон, Робинсон, Огбогу, Вонг-Орантес — либеро, Кортни — либеро. Выход на замену: Барч-Хакли, Диксон.
| 28 сентября. Осака (Япония). Россия — Кения 3:0 (25:16, 25:21, 25:22). |
| ---------------------------------------------------------------------- |

Россия: Е.Ефимова (5), Королёва (10), Романова, Гончарова (25), Воронкова (3), Парубец (6), Галкина — либеро, Пилипенко — либеро. Выход на замену: Лазарева (6), Бровкина (1), Лазаренко (1), Курило, Халецкая (1).

Кения: Вайриму-Ваку, Чепчумба, Атука, Мурамби, Мойм, Мукувулани-Виса, Кунду — либеро, Ваньяма — либеро. Выход на замену: Ванджа, Макуто, Касая, Чебет.
| 29 сентября. Осака (Япония). Россия — Бразилия 1:3 (26:28, 20:25, 25:21, 19:25). |
| -------------------------------------------------------------------------------- |

Россия: Е.Ефимова (9), Королёва (10), Гончарова (21), Старцева, Воронкова (11), Парубец (14), Галкина — либеро, Пилипенко — либеро. Выход на замену: Романова (3), Халецкая (1), Курило (3), Лазаренко, Лазарева.

Бразилия: Фабиана, Мара, Макрис, Аманда, Габи, Лоренн, К.Брайт — либеро. Выход на замену: Роберта, Шейла, Друссила, Ана Беатрис.
В розыгрыше Кубка мира сборная России выступала под руководством исполняющего обязанности главного тренера Серджо Бузато — итальянского специалиста, вошедшего в тренерский штаб национальной команды в преддверии олимпийского квалификационного турнира. Потерпев только два поражения в 11 проведённых матчах, российская сборная стала обладателем бронзовых наград, впервые за 20 лет войдя в число призёров Кубка. 

## Итоги
Всего на счету сборной России в 2019 году 36 официальных матчей. Из них выиграно 19, проиграно 17. Соотношение партий 70:61. Соперниками россиянок в этих матчах были национальные сборные 24 стран.
| Турнир                   | И  | В | П  | С/О   | Место        |
| ------------------------ | -- | - | -- | ----- | ------------ |
| Лига наций               | 15 | 3 | 12 | 16:38 | 14-е         |
| Олимпийская квалификация | 3  | 3 | 0  | 9:2   | 1-е в группе |
| чемпионат Европы         | 7  | 5 | 2  | 18:7  | 5—8-е        |
| Кубок мира               | 11 | 8 | 3  | 27:14 | 3-е          |

## Состав
В скобках после количество игр указано число матчей, проведённых волейболисткой в стартовом составе + в качестве либеро.
| №  | Игрок              | Год рождения | Амплуа      | Клуб               | Турниры и игры | Турниры и игры | Турниры и игры | Турниры и игры | Всего матчей | Очки |
| №  | Игрок              | Год рождения | Амплуа      | Клуб               | ЛН             | ОК             | ЧЕ             | КМ             | Всего матчей | Очки |
| -- | ------------------ | ------------ | ----------- | ------------------ | -------------- | -------------- | -------------- | -------------- | ------------ | ---- |
| 1  | Ангелина Лазаренко | 1998         | центральная | «Динамо» Кр        | 15 (11)        | 1              | 4 (1)          | 10             | 30 (12)      | 121  |
| 3  | Екатерина Ефимова  | 1993         | центральная | «Динамо» М         | 9 (9)          | 1              | 7 (5)          | 11 (11)        | 28 (25)      | 177  |
| 4  | Дарья Пилипенко    | 1990         | либеро      | «Уралочка-НТМК»    | 14 (0+14)      | 1 (0+1)        | 4 (0+4)        | 11 (0+11)      | 30 (0+30)    | —    |
| 5  | Екатерина Орлова   | 1987         | центральная | «Локомотив»        | 9 (7)          |                |                |                | 9 (7)        | 26   |
| 6  | Ирина Королёва     | 1991         | центральная | «Динамо-Казань»    |                | 3 (3)          | 7 (7)          | 11 (11)        | 21 (21)      | 232  |
| 7  | Татьяна Романова   | 1994         | связующая   | «Уралочка-НТМК»    | 12 (11)        | 3              | 7 (1)          | 11 (1)         | 33 (13)      | 52   |
| 8  | Наталия Гончарова  | 1989         | нападающая  | «Динамо» М         |                | 3 (3)          | 7 (7)          | 11 (11)        | 21 (21)      | 388  |
| 9  | Алла Галкина       | 1992         | либеро      | «Локомотив»        | 6 (0+6)        | 3 (0+3)        | 7 (0+7)        | 9 (0+9)        | 25 (0+25)    | —    |
| 11 | Маргарита Курило   | 1993         | нападающая  | «Локомотив»        | 9 (8)          | 2              | 6              | 10 (0+1)       | 27 (8+1)     | 147  |
| 12 | Дарья Рысева       | 1998         | связующая   | «Локомотив»        | 5 (2)          |                |                |                | 5 (2)        | 9    |
| 13 | Евгения Старцева   | 1989         | связующая   | «Динамо-Казань»    | 5 (1)          | 3 (3)          | 7 (6)          | 10 (10)        | 25 (20)      | 38   |
| 14 | Ирина Фетисова     | 1994         | центральная | «Динамо» М         |                | 3 (3)          | 1 (1)          |                | 4 (4)        | 28   |
| 16 | Ирина Воронкова    | 1995         | нападающая  | «Локомотив»        | 6 (6)          | 3 (3)          | 7 (7)          | 11 (11)        | 27 (27)      | 298  |
| 17 | Валерия Зайцева    | 1995         | центральная | «Локомотив»        | 3 (2)          |                |                |                | 3 (2)        | 9    |
| 18 | Ксения Парубец     | 1994         | нападающая  | «Уралочка-НТМК»    | 9 (9)          | 3 (3)          | 7 (7)          | 11 (11)        | 30 (30)      | 366  |
| 19 | Мария Халецкая     | 1994         | нападающая  | «Динамо» Кр        | 13 (8)         | 3              | 4              | 10             | 30 (8)       | 99   |
| 20 | Мария Воробьёва    | 1998         | нападающая  | «Заречье-Одинцово» | 7              |                |                |                | 7            | 1    |
| 21 | Анна Котикова      | 1999         | нападающая  | «Динамо-Казань»    | 9              |                |                |                | 9            | 19   |
| 22 | Татьяна Юринская   | 1996         | нападающая  | «Заречье-Одинцово» | 15 (14)        | 3              |                |                | 18 (14)      | 156  |
| 23 | Ольга Зубарева     | 1998         | центральная | «Динамо» Кр        | 6 (1)          |                |                |                | 6 (1)        | 5    |
| 24 | Кристина Курносова | 1997         | либеро      | «Заречье-Одинцово» | 4 (0+4)        |                |                |                | 4 (0+4)      | —    |
| 25 | Софья Кузнецова    | 1999         | нападающая  | «Ленинградка»      | 4              |                |                |                | 4            | 13   |
| 25 | Юлия Бровкина      | 2001         | центральная | «Локомотив»        |                |                |                | 5              | 5            | 2    |
| 26 | Анна Лазарева      | 1997         | нападающая  | «Волеро Ле-Канне»  |                |                | 5              | 10             | 15           | 34   |
| 27 | Полина Матвеева    | 2002         | связующая   | «Динамо-Казань»    | 9 (1)          |                |                |                | 9 (1)        | 7    |
| 29 | Виктория Руссу     | 1999         | нападающая  | «Заречье-Одинцово» | 5              |                |                |                | 5            | 3    |

- Главные тренеры — Вадим Панков (ЛН, ОК, ЧЕ), Серджо Бузато (КМ).
- Тренеры — Александр Красильников, Александр Кошкин (оба — ЛН), Юрий Булычев (ОК, ЧЕ, КМ).

Всего в 2019 году в составе сборной России в официальных турнирах играло 26 волейболисток, представлявших 8 клубов (7 российских и 1 французский).

## Другие турниры
- Кубок губернатора Калининградской области. 24—26 июля.  Калининград.

Турнир в Калининграде с участием 4 сборных прошёл по круговой системе и завершился победой сборной России.
Результаты сборной России:
24 июля. Россия — Бельгия 3:1 (25:13, 22:25, 25:14, 25:23);
25 июля. Россия — Германия 3:1 (25:18, 22:25, 25:12, 25:19);
26 июля. Россия — Польша 3:0 (25:16, 25:20, 25:20).
Состав сборной России: Н.Гончарова — 3 игры (61 очко), И.Воронкова — 3 (38), К.Парубец — 3 (23), И.Королёва — 3 (23), И.Фетисова — 3 (19), М.Курило — 3 (12), Е.Старцева — 3 (10), Т.Юринская — 3 (2), Т.Романова — 2, М.Халецкая — 2 (5), А.Лазаренко — 2, А.Галкина — 2 (либеро), Е.Ефимова — 1 (5), А.Котикова — 1, Д.Пилипенко — 1 (либеро), К.Курносова — 1 (либеро).